# Haría (Saparua)
Haría is een dorp op het eiland Saparua van de Molukken in Indonesië. De inheemse naam is Leawaka Amalatu. In 2010 woonden er 6727 inwoners in Haría.
Radja Adat : Latupeirissa 
Radja patti : Manuhutu 
Haría is de geboorte- en sterfplaats van Johanis Hermanus Manuhutu.
Haría heeft een pela (traditionele dorpsband) met
- Waesamu
- Hative Besar
- Lilibooi
- Sirisori Islam

De pela zijn bondgenootschappen die kunnen bestaan tussen dorpen in de Molukken en die gepaard gaan met een stelsel van rechten en plichten. Pela maken een onderdeel uit van de eigen Molukse identiteit.
Bongso :Paperu